# Suidasia reticulata
Suidasia reticulata är en spindeldjursart som beskrevs av David C.M. Manson 1973. Suidasia reticulata ingår i släktet Suidasia och familjen Suidasiidae. Inga underarter finns listade i Catalogue of Life.